# The Corporation (Motown)
The Corporation (A Corporação, em tradução para a língua portuguesa) foi um grupo de compositores e produtores musicais formado em 1969 pelo dono da gravadora Motown, Berry Gordy, para criar canções de sucesso para o grupo The Jackson 5, a grande sensação do selo. Os quatro integrantes de A Corporação - Berry Gordy, Freddie Perren, Deke Richards e Alphonzo Mizell - foram responsáveis por arranjos, letras e produção de sucessos nas paradas musicais da Billboard como "I Want You Back", "ABC", "The Love You Save"; "Mama's Pearl" e "Maybe Tomorrow".